# التقييم الاقتصادي للوقت
في سلوك المنظمات وعلم النفس، فإن التقييم الاقتصادي للوقت (بالإنجليزية: Economic evaluation of time)‏ يعني تصوّر الوقت بالنسبة للمال، ويرتبط أيضاً بأشكال أخرى من التكاليف والأنشطة الزمنية المرتبطة بالمجتمع بشكل عام.
عندما يقيّم الشخص وقته بالجوانب المالية، فإنه ينظر إلى الوقت بوصفه مورداً نادراً يجب استخدامه بأكبر كفاءة ممكنة لتحقيق المكاسب المالية المتصورة. لذلك، فإن الأشخاص الذين يقيّمون وقتهم من حيث المال هم أكثر عرضة لمقايضة هذا الوقت مقابل المال (أي، يقدّم العمال وقتهم للمنظمات مقابل المال)، كما يتضح من البحث الذي يدرس مفاضلة الوقت والمال.
تتضح مقايضة الوقت بالمال عندما يتخذ الأشخاص الذين يقيمون وقتهم بالنسبة للمال قرارات استخدام الوقت التي تمنحهم المزيد من المال على حساب الحصول على المزيد من الوقت، سواء في القرارات اليومية أو الحياتية الكبرى، مثل القيادة لمحطة وقود بعيدة للحصول على سعر أرخص وقد وجدت الأبحاث أن اختيار المال على حسابالمزيد من الوقت يرتبط بإنخفاض الرفاه الذاتي.
وعلاوة على ذلك، فقد دُرس تفعيل التقييم الاقتصادي للوقت بشكل رئيس في بحوث السلوك التنظيمي باستخدام جداول أجور ساعة وحوافز الأداء، والتي تُعد مؤشرات قوية للتقييم الاقتصادي للوقت.
تعزز الآثار النفسية لتلقي الأجر بالساعة وحوافز الأداء التقييمات الاقتصادية للوقت، وبالتالي يحفر ذلك الموظفين ذلك لقضاء وقتهم بطرق تعظم النجاح الشخصي والمكاسب الاقتصادية، مثل العمل لساعات أطول، والتخلي عن اللقاءات الاجتماعية مع الأحبة، والتطوع بشكل أقل.

## الوقت والمال

### الوقت هو المال
قدّم بنجامين فرانكلين فكرة أن الوقت يمكن تقييمه من الناحية النقدية لأول مرة في مقالته عام 1748 نصيحة لتاجر شاب. كان القصد من قوله المأثور الشهير الوقت هو المال (قول مأثور) "، الذي ظهر في هذا المقال، إيصال معنى أن إضاعة الوقت في الأمور التافهة يؤدي إلى خسارة المال.
يمكن إعادة صياغة الجملة بشكل مختلف كالتالي: كان يرى أن إهدار الوقت يؤدي إلى الخسارة المالية من جانبين، الأول هو عدم القدرة على كسب المال، والثاني هو إنفاق المال في أوقات الراحة عن العمل.
يؤكد عدد كبير من الباحثين على صحة هذا المثل في المجتمعات الغربية. ولاحظ جان كلود يوسونييه أن "الولايات المتحدة تمثل بشكل كبير ثقافات "الوقت هو النقود"، حيث يعد الوقت سلعة اقتصادية. ونظرًا لأن الوقت هو مورد نادر، أو على الأقل يُنظر إليه على هذا النحو، يجب على الأشخاص محاولة الوصول إلى تخصيصه الأمثل، بينما يتنافسون في استخدامه". وبما يتماشى مع هذا التفكير، يرى الأدب الخاص بالتقييم الاقتصادي للوقت أن الناس يمكنهم معاملة الوقت والمال بطرق مشابهة (وأنهم يمكنهم التداول بينهما) في بعض السياقات. وتحديدًا، فإن الممارسات التنظيمية، مثل جداول الأجر الساعي والتعرض لمفهوم "المال"، هي محفزات هامة لتقييم الوقت اقتصاديًا.

### الاختلافات في الوقت والمال
ومع ذلك، يقدم مسار بحث مختلف حججًا متناقضة من خلال إظهار أن الناس يقيّمون الوقت والمال بشكل مختلف تمامًا. وعلى وجه الخصوص، فإن المال لديه سوق قابلة للتبادل حيث يمكن للناس شراء وبيع واقتراض وادخار، مما يستحيل فعله مع الوقت. فالدولار المفقود لديه القدرة على العودة والتحقيق اليوم، بينما الدقيقة المفقودة لا يمكن استعادتها مرة أخرى.
في دراسة أجراها لوكليرك وشميت ودوب، كان الناس أكثر تحفظًا تجاه عدم اليقين الذي يتضمن فقدان الوقت مقارنة بالمال (في حين أنه وفقًا للنظرية الاحتمالية، يسعى الناس للمخاطرة في القرارات التي تنطوي على خسائر مالية). على سبيل المثال، كان الناس أقل احتمالًا لاختيار الانتظار 90 دقيقة من 60 دقيقة، من اختيارهم فرصة خسارة 15 دولارًا على 10 دولارات بالتأكيد. كما وجد أوكادا وهوتش أيضًا اختلافات منهجية في كيفية إنفاق الأشخاص للوقت مقابل المال، وقد فسرت هذه الاختلافات في نمط الإنفاق من خلال الغموض في قيمة الوقت على عكس المال الذي كان يُنظر إليه على أنه بضائع مماثلة أكثر. على سبيل المثال، اعتقد الناس أنه سيكون لديهم المزيد من الوقت في المستقبل أكثر من الوقت الحالي (ممّا يؤدي إلى مزيد من التراخي والمماطلة)، ومع ذلك لم يبالغ الناس في تقدير مقدار المال الذي سيحصلون عليه في المستقبل أكثر من الآن.
يختلف الوقت والمال أيضًا في ارتباطهما بمفاهيم الناس الذاتية، إذ يدركون أن نفقاتهم الزمنية، مثل قضاء وقت الفراغ، تعد أكثر انعكاسًا عن مفهومهم الذاتي، مقارنةً بنفقاتهم النقدية. أظهرت دراسة أجراها ريد وزملاؤه أن الناس يرون التبرعات بالوقت (مثل التطوع) كأكثر قيمة أخلاقية وتعبيرًا عن الذات من التبرعات المالية. وبالمثل، وجد كارتر وجيلوفيتش أن تجارب الأفراد تعتبر أكثر أهمية لسرد قصصهم الشخصية مقارنة بالسلع المادية. لذلك، على الرغم من أن الناس يعبرون عن جوانب من هويتهم الذاتية من خلال شراء سلع مادية أيضًا، قد تشكل نفقات الوقت حياة الناس بشكل أقوى. معًا، حقيقة أن الناس يمكنهم رؤية وقتهم من منظور المال قد لا يكون صحيحًا في جميع السياقات.

## العوامل التي تعزز التقييم الاقتصادي للوقت

### المال
ووجدت الأبحاث التي تنظر إلى العلاقة بين الوقت والمال أن تنشيط مفهوم المال يمكن أن يزيد تركيز الأشخاص على هدف تحقيق المكاسب الاقتصادية القصوى. ومن ثم، فإن التفكير في الوقت من حيث المال (التقييم الاقتصادي للوقت) يؤثر على قرارات الأشخاص بشأن استخدام الوقت. والموقف تجاه الآخرين (انظر قسم "العواقب"). يمكن إحداث التركيز على المال في تجارب المختبر، وكذلك في السياقات التنظيمية، مثل جداول الدفع بالساعة وحوافز الأداء، والتي شٌرحت بالتفصيل أدناه.

#### مهام مختبرية
يمكن تهيئة الناس للتفكير في المال من خلال إجراءات مختبرية بسيطة. وأظهرت الدراسات أن الأشخاص الذين طُلب منهم صياغة جمل تستخدم كلمات متعلقة بالمال (مثل السعر) بدلاً من أخرى متعلقة بالوقت (مثل الساعة)، حُفزوا للتفكير في المال، وأصبحوا أكثر تركيزًا على في قراراتهم حول استخدام الوقت. على سبيل المثال، أمضى المشاركون الذين كانوا مستعدين للتفكير في المال وقتًا أطول في العمل ووقتًا أقل في التواصل مع الأصدقاء. كما أنهم كانوا أقل احتمالاً لمساعدة الآخرين أو طلب المساعدة.
ثمة العديد من تقنيات التلاعب الأخرى المستخدمة لتحفيز مفهوم المال. تتكون "مهمة إعادة الترتيب" من 30 مجموعة من خمس كلمات مشوشة، حيث يُطلب من المشاركين صياغة عبارات مفهومة باستخدام أربع من خمس كلمات. في ظروف المراقبة، كانت جميع العبارات الـ 30 تحفيز مفاهيم محايدة (مثل "الجو بارد في الخارج"). وفي ظروف التحفيز المالي، كانت 15 من العبارات تحفيز مفهوم المال (مثل "راتب عالٍ في وظيفة المكتب"). قدمت دراسات أخرى للمشاركين فواتير نقدية مقابل الأوراق الورقية لتأسيس مفهوم المال.
ومع ذلك، فشلت بعض الدراسات الحديثة في أبحاث تحضير المال في تكرار هذه النتائج. عبر العديد من التجارب، تبين أن نفس التلاعب (على سبيل المثال، عرض صورة لفاتورة 100 دولار) يمكن أن يحفز مفهوم المال بشكل موثوق به. ومع ذلك، فإنه لم يتمتع بتأثيرات ثابتة على عدة مقاييس تابعة بما في ذلك الثروة الذاتية، والوكالة، والتضامن، والتي يفترض أن تتأثر بالفكر في المال. علاوة على ذلك، فإن العوامل الاجتماعية والاقتصادية مثل النوع الاجتماعي، والوضع الاجتماعي والاقتصادي، والأيديولوجية السياسية لم تخفف من تأثيرات الأعداد الأولية للنقود. نظرًا لأن التباين في عينة الدراسة والأساليب لا يمكن تجنبه في التجارب، فإنه ينبغي تفسير هذه الدراسات المخبرية بحذر. ويقترح كاروسو وزملاؤه استخدام تجارب مسجلة مسبقًا بمقياس كبير وتقييم عوامل فردية متنوعة داخل نفس العينة المتنوعة ستساعد في تحديد التباينات المعنوية بين المتغيرات التابعة.

### حافز الأداء
وجدت الأبحاث أن بعض الممارسات التنظيمية تعزز التقييم الاقتصادي للوقت. أحد هذه العوامل هو حوافز الأداء، وهو نظام دفع يستخدم في مختلف المجالات بما في ذلك التعليم والصحة والإدارة. البديل الرئيس لحوافز الأداء هو الحافز المستند إلى المهام (المعروف أيضًا باسم الحافز الثابت)، وهو مبلغ ثابت للدفع مقابل إكمال المهمة. حوافز الأداء تزيد من اهتمام الناس بالحصول على مكافآت مالية، وتحفزهم على التركيز على كسب المال بشكل أكبر مما يزيد من رغبتهم في الحصول على المكافآت المادية. هذا بدوره يمكن أن يؤدي إلى تقليل الإنفاق الاجتماعي الإيجابي مثل التبرعات.

### الدفع بالساعة
أحد أبرز الميزات في المؤسسات التي تحث على التقييم الاقتصادي للوقت هو الأجر بالساعة، وهو نوع من الدفع يعمل به ما يقرب من 58٪ من الموظفين في الولايات المتحدة.
يعتبر ارتباط الوقت والمال أمرًا بارزًا بشكل خاص في إطار الدفع بالساعة لأن دخل الأشخاص هو دالة مباشرة لعدد الساعات التي عملوا فيها، مضروبة في معدل أجورهم.
وجد سانفورد ديفو وجيفري بفر أن العمال الذين يتقاضون أجورهم بالساعة أظهروا تشابهًا أكبر في كيفية تقييمهم للوقت والمال، مقارنة بالعاملين الذين يتقاضون رواتبهم. على وجه التحديد، فإن الأشخاص الذين يتقاضون أجرًا بالساعة (بدلاً من الراتب الشهري) يطبقون قواعد المحاسبة العقلية [الإنجليزية] على الوقت بشكل يطبق عادةً على المال فقط. وطُلب من المشاركين تقييم تأييدهم للاستبيان الخاص بالمحاسبة العقلية (مثل "إذا كنت قد أضعت مالًا [وقتًا] على نشاط أو عنصر معين، فأحاول توفيره على نشاط أو عنصر آخر")، حيث وجد ديفو وبفر أن المشاركين الذين يتقاضون أجرًا بالساعة يظهرون تشابهًا عاليًا في كيفية تطبيق قواعد المحاسبة العقلية على الوقت والمال، بينما لم يطبق المشاركون الذين يتقاضون راتبًا شهريًا قواعد المحاسبة العقلية على الوقت.
علاوة على ذلك، أثبتت الأبحاث التي تنظر إلى التقييم الاقتصادي للوقت أنه يمكن تحفيز "العقلية الاقتصادية" في تجارب المختبر من خلال حسابات الأجر بالساعة. على الرغم من أن ليس الجميع يتقاضى أجرًا بالساعة، فإن لدى كل عامل أجرًا بالساعة ضمني - أي دخلهم الإجمالي مقسومًا على عدد الساعات التي عملوها. وبالتالي، فإن المشاركين الذين حسبوا أجرهم بالساعة في التجربة بدلاً من الذين لم يحسبوا أجرهم بالساعة كانوا أكثر عرضة لاعتماد العقلية الاقتصادية وكانوا أكثر استعدادًا لتبادل وقتهم مقابل المال.
أظهر ديفو وبفر أيضًا أن الآلية التي يُدفع من خلالها الأجر بالساعة تفعل تقييمًا اقتصاديًا للوقت هي رؤية الأشخاص لأنفسهم كمقيمين اقتصاديين في عملية صنع القرارات. وهذا يشير إلى أن التنشيط المجرد لمفهوم اقتصادي، مثل الأجر بالساعة بشكل عام أو لشخص آخر، لا يمكنه تفعيل التقييم الاقتصادي للوقت. بل يعتمد تفعيل التقييم الاقتصادي على تجربة الشخص السابقة مع الدفع بالساعة أو حساب أجره الساعي الخاص (بدلاً من أجر شخص آخر). وبالتالي، يعتمد مدى تأثير الدفع بالساعة على مواقف وسلوكيات الفرد على مدى مدى تمكنهم من جعل التقييم الاقتصادي أكثر ارتباطًا بمفهوم الذات الخاص بهم.

## العواقب

### تخفيض قيمة الوقت غير المدفوع
يؤثر التقييم الاقتصادي للوقت على قرارات الناس بشأن استخدام الوقت. النتيجة البارزة لتبني عقلية اقتصادية، أو التفكير في الوقت من حيث المال، هي التقليل من قيمة الوقت غير المدفوع. أظهرت نتائج دراسة استقصائية لعينة تمثيلية على المستوى الوطني من الأمريكيين من ملحق جدول العمل في المسح الحالي للسكان [الإنجليزية] في مايو 2001، تبين أن الأشخاص الذين يتقاضون أجرهم بالساعة يميلون إلى وزن العوائد المالية بقوة أكبر من أولئك الذين لا يتقاضون أجرهم بالساعة، مما يجعلهم أكثر استعدادًا لتخصيص وقت فراغهم للعمل الإضافي وكسب المزيد من المال، عوضًا عن العمل لساعات أقل ولكن بأجر أقل. أظهرت دراسة أخرى أن المقاولين الفنيين الذين باعوا خدماتهم بالساعة يأتون لتقييم وقتهم من حيث المال، مما أدى بالمقاولين إلى تقليل الوقت غير المدفوع (على سبيل المثال، التطوع). ونوقشت مجالات استخدام الوقت غير المدفوعة أدناه.

#### التطوع
الأشخاص الذين يتقاضون رواتبهم بالساعة (مقابل الراتب) يتطوعون أقل. وفي التجارب، أبدى المشاركون الذين حسبوا أجرهم بالساعة (بدلاً من الذين لم يحسبوا أجرهم بالساعة) تطوعًا أقل وأفادوا بأنهم أقل استعدادًا لتطوع وقتهم.

#### السلوك المؤيد للبيئة
االأشخاص الذين يتقاضون أجرًا بالساعة أقل عرضة للمشاركة في السلوكيات الداعمة للبيئة، مثل إعادة التدوير. ببساطة، طلب من المشاركين حساب أجرهم بالساعة خفض استعدادهم للمشاركة في السلوكيات البيئية وكذلك سلوكياتهم الفعلية في إعادة تدوير الورق في تجربة مختبرية. ويعود ذلك إلى الاعتراف التلقائي لدى المشاركين الذين يتقاضون أجرًا بالساعة بالتنازلات التي يقومون بها مع كل دقيقة من وقتهم. يشعر الناس بأنهم يخسرون المال عند مشاركتهم في الأنشطة البيئية لأنها غير مدفوعة.

#### التفاعل الاجتماعي
يضعف التقييم الاقتصادي للوقت التفاعلات الاجتماعية. ويزيد التفكير في المال من استعداد الناس للعمل ويقلل من استعدادهم لقضاء الوقت مع الآخرين. في تجربة أجرتها كاسي موجيلنر، كان المشاركون الذين فكروا في كلمات تتعلق بالمال (مثل السعر)، بالمقارنة مع المشاركين الذين فكروا في كلمات تتعلق بالوقت (مثل الساعة)، أكثر عرضة لقضاء المزيد من الوقت في العمل والتخلي عن الاجتماع مع الأحباء. وبالتالي، الأشخاص الذين يركزون على المال أقل حساسية بين الأشخاص، وأقل رعاية ودفء، وبدلاً من ذلك يميلون إلى اعتماد العقلية التجارية.

### الرفاه
يترتب على التقييم الاقتصادي للوقت آثار سلبية عديدة على الرفاهية. يقوم التقييم الاقتصادي للوقت بتنشيط نظام الدافعية البشرية المرتبط بالقيم المركزة على الذات. وبالتالي، يميل الأشخاص الذين لديهم عقلية اقتصادية إلى إعطاء الأولوية لتحقيق الإنجازات الشخصية على حساب رفاهية الآخرين وقضاء الوقت بطرق تعزز المكاسب الشخصية، مما يؤدي إلى تعزيز التوجه السلبي للرفاهية.
أولاً، يحفِّز تقييم الوقت بالنسبة للمال الأشخاص على العمل بشكل أكثر، لأن كل ساعة يقضونها في الأنشطة غير المدفوعة تعتبر خسارة مالية. وعلى الرغم من أن هذا الأمر قد يكون مفيداً عند محاولة الوفاء بمهلة قصيرة في العمل، فإن وقت العمل لا يترجم عادة إلى السعادة. ومع ذلك، فإن قضاء الوقت مع الأحباء، مثل العائلة والأصدقاء، وقضاء الوقت في التطوع، والانخراط في السلوكيات المؤيدة للبيئة، وُجد أنها تسهم في زيادة السعادة. ذكر دانيال كانيمان أيضًا أن التصرف بشكل اجتماعي والتواصل مع الأصدقاء يُعدُّ الجزء الأسعد في يوم الكثير من الناس. لذلك، فإن التقييم الاقتصادي للوقت الذي يقلل من هذه الأنشطة التي تزيد من السعادة يمكن أن يؤدي إلى آثار خطيرة على الرفاهية.